# Huerta (Segovia)
Huerta es una localidad del municipio de Arcones en la provincia de Segovia (Castilla y León). En 2021 contaba con 48 habitantes. Está situada 2 km al norte de Arcones.

## Demografía
| 38            | 41 | 47 | 48 | 52 | 45 | 51 | 51 | 34 | 31 | 29 | 48 |
| (Fuente: INE) |    |    |    |    |    |    |    |    |    |    |    |

## Historia
En 1828 el Diccionario geográfico-estadístico de España y Portugal de Sebastián Miñano lo señala ya como un barrio de Arcones en el Partido de Pedraza.
A mediados del siglo XIX, la localidad era descrita así en el diccionario geográfico de Pascual Madoz:
barrio en la provincia de Segovia, partido judicial de Sepúlveda, término jurisdiccional de Arcones SIT. a 1/2 leguas escasa de su ayunt., en cuyo punto están incluidas las circunstancias de su POBLACIÓN y RIQUEZA (V.). Tiene 40 CASAS de inferior construcción.

## Rutas
Huerta está situada en la ruta más corta entre los lugares santos de Caravaca de la Cruz y Santo Toribio de Liébana.